# Playa de El Cuerno
La playa de El Cuerno está en el concejo de Valdés , en el occidente del Principado de Asturias (España) y pertenece al pueblo de Busto. Está en la Costa Occidental de Asturias, en la franja que recibe la catalogación de Paisaje Protegido de la Costa Occidental de Asturias.

## Descripción
Su forma es lineal, tiene una longitud de unos 80m y una anchura media de diez m. El lecho está formado por arenas tostadas gruesas y piedras. El entorno es prácticamente virgen, los accesos son peatonales pero muy difíciles e inferiores a unos 700 m.
Para acceder a ella hay que llegar al cercano pueblo de Querúas abandonando la N 634 y tomar la dirección de Busto siguiendo recto en la primera curva que aparece. A continuación hay una fila de árboles y continuando unos 50 m se puede divisar la playa. Dada la dificultad de acceder a pie, tal como se indicó, que si se decide por esta modalidad hay que tomar muchísimas precauciones y llevar pantalón largo para evitar pinchazos y rozaduras del monte bajo, lo mejor es acceder por mar.